# Gaua
Gaua (ook bekend als Santa Maria) is het grootste eiland van de Bankseilanden, gelegen in de provincie Torba van Vanuatu. Het eiland heeft een oppervlakte van 342 km². Het eiland ligt 27 km ten zuiden van Vanua Lava dat iets kleiner is (314 km²).

## Geografie
Gaua heeft een ruig, heuvelachtig terrein. Het hoogste punt is de Gharat, een actieve stratovulkaan in het midden van het eiland, met een hoogte van 797 meter. De laatste uitbarsting eindigde in 2011. In 1974 was er ook al grote vulkanische activiteit, waardoor het hele eiland 4 maanden geëvacueerd moest worden. De vulkaan heeft een caldera van 6 bij 9 kilometer, met daarin een kratermeer genaamd het Letasmeer. Dit is het grootste meer van Vanuatu. Ten oosten van het meer bevindt zich de Siriwaterval, met een hoogte van 120 meter.

## Bewoners
Het eiland had in 1979 780 inwoners en in 2009 2491 in die periode was er een gemiddelde jaarlijkse bevolkingstoename van 3.9%. De bevolking is verdeeld over verschillende kustdorpjes in het westen, zuiden en noordoosten van het eiland. Aan de oostkust wonen vooral immigranten van de eilanden Merig en Merelava.
Er zijn vijf traditionele talen op Gaua; het Lakon, Koro, Olrat, Dorig en Nume. Onder de immigranten wordt tevens Mwerlap gesproken.

## Economie
De bevolking van Gaua leeft vooral van traditionele landbouw, visserij en tuinbouw. De voornaamste exportproducten zijn kopra en cacaobonen.
Toerisme en vervoer Het eiland heeft een eigen vliegveld, luchthaven Gaua in het noordoosten van het eiland. Er is geen vaste bootverbinding. Avontuurlijk toerisme is mogelijk; er zijn overnachtingsmogelijkheden in bungalows in het noordoosten van Gaua vanwaaruit trektochten naar het kratermeer, de Siriwaterval en de vulkaan gemaakt kunnen worden.

## Natuur
Er zijn 41 vogelsoorten waargenomen waarvan er drie staan op de Rode Lijst van de IUCN. De drie zoogdieren die er voorkomen, Notopteris macdonaldi, Pteropus anetianus en de Tongavleerhond (Pteropus tonganus), zijn allemaal vleermuizen.